# أحمد بن الصديق
أحمد بن الصديق ولد عام 1961 في مدينة فاس، هو ناشط سياسي مغربي سابق والرئيس التنفيذي لوكالة Sothermy التابعة لصندوق الإيداع والتدبير. في عام 2011، زادت شهرته بعد أن أعلن أنه يرفض مبايعة محمد السادس، وهو عمل لم يسبق له مثيل على حسب ما ذكرته الجريدة المغربية الرسمية، ومنذ ذلك الحين أصبح أحمد من أشد منتقدي سياسات الملك.
كان أحمد بن الصديق محرر ومساهم منتظم في موقع لكم.كوم قبل أن يتم غلقه من طرف السلطات المغربية.

## النشأة
بن الصديق هو خريج الهندسة من المدرسة المركزية في باريس وكان قد عمل في السابق في مجموعة من المناصب التنفيذية في الشركات المغربية في القطاع العام، ولعل أبرزها الخطوط الملكية المغربية وصندوق الإيداع والتدبير. كما تجدر الإشارة إلى أن بن الصديق هو شاعر حيث له العديد من القصائد الشعرية.

## الجدل
كانت وكالة Sothermy مملوكة من طرف صنودق الإيداع والتدبير (يعرف اختصارا باسم CDG) حيث كانت هذه الأخيرة المسؤولة عن إدارة وتسويق الحمام الساخن الطبيعي الذي يقع في مولاي يعقوب، والذي كان ولا زال مقصدا للعلاج الطبيعي والاستجمام.
في شباط/فبراير 2006، كان بن الصديق المسؤول عن الشركة، وقد زار الملك محمد السادس تلك المنطقة خلال احتفالات الافتتاح، وعندما سئُل من قبل الملك عن تلك المحطة، أبلغه أحمد أنها انهارت سنة 2002 عند الزيارة الرسمية للعاهل الأردني وقد أجرى الخبرة التقنية التي أكدت شكوكه.
في آذار/مارس من العام نفسه، أكدت الخبرة التقنية مجددا أن المبنى القريب منه كان في خطر الانهيار هو الأخر، بالإضافة إلى ذلك، فقد اكتشف بن الصديق أن الطبيب المكلف بالعمل في هذه المحطة يمارس مهامه دون حصوله على ترخيص طبي.
في أيار/مايو 2006، رفض مصطفى باكوري (الرئيس التنفيذي لشركة CDG) استقالة بن الصديق من منصبه في Sothermy، وفي أيلول/سبتمبر من العام 2006 قام باستبعاده من الشركة بعدما كان رافضا لهذا مع تبرير: «لا يحترم شخصية الملك ويقوم بمضايقات له» وذلك خلال زيارة العاهل المغربي لإقليم مولاي يعقوب.

## الاشتباه في التسمم
في 13 تشرين الأول/أكتوبر عام 2014، وُجد بن الصديق ملقى على الأرض وهو غائب الوعي في شقته في الرباط، كما كان وجهه مغطى بالدماء وتم نقله على وجه السرعة إلى المستشفى مع الاشتباه بأنه مات مسموما.
هذا وتجدر الإشارة إلى أن أحمد بن الصديق كان يتلقى العديد من التهديدات بالقتل من مجموعة من الأشخاص الذين يصفون أنفسهم بأنهم «الشباب الملكي»، وقد ادعى أحمد في العديد من المناسبات أن المتهم الرئيسي في كل محاولات اغتياله هو محمد السادس.